# Elettorato attivo (ordinamento italiano)
L'elettorato attivo, nell'ordinamento costituzionale italiano, è il diritto di prendere parte alle elezioni e ai referendum in qualità di votanti, attuando così la propria partecipazione alla vita democratica, rispettivamente in via rappresentativa o diretta: nel primo caso, per concorrere con la scelta di propri rappresentanti a formare o a rinnovare gli organi politici dello Stato (Parlamento) o degli enti locali (assemblee regionali, consigli provinciali, consigli comunali); nel secondo, per esprimere la propria volontà su singole questioni di natura politica.

## Disciplina
Il diritto di elettorato attivo si fonda su un insieme di requisiti necessari e sufficienti per possedere la qualità di elettore, che possono in parte variare a seconda del tipo di elezione. Le norme che pongono tali requisiti delimitano l'area della cittadinanza politica e individuano i soggetti che compongono il corpo elettorale. Il ruolo fondamentale spetta all'art. 48 Cost., norma base per l'individuazione della parte attiva del popolo che concorre a eleggere il collegio assembleare della Camera dei deputati. Esso segna una tappa fondamentale, ma non certo l'ultima, nel processo di progressivo ampliamento del diritto di voto.
Dagli albori dello Stato liberale fin oltre il secondo dopoguerra il suffragio è stato via via esteso, e l'ambito dei suoi requisiti, sia positivi sia negativi, tende ancora a restringersi gradualmente. Già durante il Regno d'Italia si sono via via ridotti fino a scomparire i requisiti di censo, cultura (capacità contributiva o esercizio di determinate professioni, alfabetizzazione) e genere (appartenenza al sesso maschile). Nel 1945 fu introdotto il suffragio universale per i cittadini di ambo i sessi.

### Requisiti
L'ampliamento dell'elettorato attivo si apprezza anche dopo l'entrata in vigore della Costituzione, che impone come requisiti positivi del voto soltanto la cittadinanza italiana e la maggiore età (art. 48 Cost.). Rispetto a entrambi, dal 1948, il suffragio si è ulteriormente esteso.
Bisogna però anche notare che l'art. 48 Cost. non specifica l'esatto limite del compimento della maggiore età, lasciandone il compito al codice civile, che all'epoca dell'entrata in vigore della Costituzione lo fissava in 21 anni; pertanto, l'elettorato attivo si è espanso automaticamente con la riforma del 1975 che ha abbassato la maggior età a 18 anni.
Fino ad ottobre 2021, l'articolo 58 della Costituzione prevedeva un'età minima di 25 anni per l'elettorato attivo del Senato della Repubblica. 
Riguardo alla cittadinanza, mentre in origine erano sempre e comunque esclusi, oltre agli apolidi, tutti gli stranieri, dopo l'entrata in vigore del Trattato di Maastricht e l'istituzione della cittadinanza europea, in ottemperanza di specifiche direttive la legge ha riconosciuto il diritto di voto anche ai cittadini dell'Unione residenti in Italia, prima nelle elezioni europee e poi nelle comunali. In questi casi, il diritto di elettorato attivo viene ancorato alla residenza in concorso con la cittadinanza europea. Un'ulteriore proposta di allargamento del diritto di voto proviene da quei gruppi politici e da quei settori della società civile che sostengono l'estensione del suffragio anche ai cittadini extracomunitari stabilmente residenti in Italia.
Infine, negli anni 2000 si è provveduto a una modifica costituzionale che ha introdotto un nuovo terzo comma nell'art. 48 Cost. per rendere possibile la partecipazione al voto di coloro che possiedono bensì la cittadinanza italiana, ma sono residenti all'estero. L'innovazione, completata dalle modifiche degli art. 56 e 57 Cost. che hanno assegnato all'apposita circoscrizione un numero di seggi pari a 12 per la Camera e a 6 per il Senato, è stata poi attuata dalla legge ordinaria.

### Limitazioni
Riguardo eventuali limiti, il quarto comma dell'art. 48 Cost. esclude dal voto i civilmente incapaci e altri soggetti, destinatari di una sentenza penale irrevocabile o incorsi in cause di indegnità morale previste dalla legge.
Riguardo all'incapacità civile si può osservare che, oltre ai minori, sono tali solo gli interdetti, mentre parzialmente capaci sono gli inabilitati per infermità mentale. Le norme di legge che disponevano la loro esclusione, tuttavia, sono state abrogate dalla Legge Basaglia, lasciando così inattuato - secondo la posizione più condivisa dai giuristi - il limite costituzionale e consentendo anche a interdetti e inabilitati di esercitare il diritto di voto.
Riguardo alle cause di indegnità morale, in origine erano esclusi dal voto i commercianti falliti, per tutta la durata del fallimento ma non oltre il termine di cinque anni dalla sentenza che lo dichiara; anche questa previsione è stata abrogata, con ulteriore estensione dell'elettorato attivo anche al fallito. Residuano pertanto solo le ipotesi dei soggetti sottoposti a misure di prevenzione, a misure di sicurezza detentive, a libertà vigilata o a divieto di soggiorno in uno o più comuni o province, e quelle dei soggetti condannati a una pena che comporta l'interdizione dai pubblici uffici, perpetua o temporanea. Tutti costoro sono esclusi dal voto finché durano gli effetti dei relativi provvedimenti.
Riguardo agli effetti di una sentenza penale irrevocabile, produce l'esclusione dal diritto di voto la condanna pronunciata per i reati puntualmente individuati dalla legge. Il detenuto non condannato per tali reati e non incorso in altre cause di incapacità elettorale può dunque votare nel luogo di detenzione. La perdita dell'elettorato attivo si determina comunque in seguito al passaggio in giudicato della sentenza di condanna penale; la sospensione condizionale della pena non ha effetto sulla privazione del diritto di voto.
Si ricordano infine due speciali incapacità ormai venute meno. La XII e la XIII disp. trans. fin. Cost. prevedevano, rispettivamente, l'esclusione dall'elettorato attivo dei capi responsabili del regime fascista e dei membri e discendenti di Casa Savoia; la prima norma tuttavia ha esaurito i suoi effetti alla prevista scadenza dei cinque anni dall'entrata in vigore della Costituzione; la seconda li ha parimenti esauriti per effetto della legge costituzionale che ha anche permesso il rientro dall'esilio dei discendenti maschi dell'ex casa regnante.

### L'iscrizione nelle liste elettorali
L'appartenenza al corpo elettorale in Italia è automatica e obbligatoria; di conseguenza, l'elettore viene iscritto d'ufficio in apposite liste elettorali, per mezzo delle quali l'ufficiale del Governo (il sindaco), insieme alla commissione elettorale, attesta l'acquisto del diritto di voto e la sua persistenza (cioè la presenza dei requisiti positivi e l'assenza di quelli negativi). L'iscrizione è solo apparentemente un requisito; in realtà si tratta di una semplice garanzia, tanto che il cittadino in possesso di tutti i requisiti per votare, ma non iscritto per errore, può ottenere dal giudice una sentenza che gli permette di esercitare il diritto supplendo alla mancata iscrizione.

## Il diritto di voto
Il voto è l'atto attraverso il quale l'elettore materialmente esprime la propria preferenza per i candidati (o le liste di candidati) che concorrono al Parlamento e in generale alle cariche pubbliche; oppure esprime la propria volontà in ordine a una questione sottoposta a referendum. All'enunciazione del principio del suffragio universale, da parte del primo comma dell'art. 48 Cost., segue l'elencazione dei caratteri del voto. Il voto è definito personale, eguale, libero e segreto, e il suo esercizio è qualificato dovere civico.

### Personalità
La personalità del voto consiste nella necessità di esercitarlo personalmente, senza possibilità di delegarlo ad altri. Nei casi di grave disabilità fisica, l'elettore può avvalersi dell'aiuto di un accompagnatore, che dev'essere di preferenza un familiare, o in sua mancanza un altro elettore di sua fiducia. Non è mai ammesso il voto per procura, mentre non è escluso il voto per corrispondenza.

### Eguaglianza
L'eguaglianza del voto consiste nell'avere ogni voto lo stesso valore di tutti gli altri (una testa, un voto). Pertanto sono esclusi il voto plurimo, cioè quello che vale più di uno, e il voto multiplo, cioè quello esercitato più volte. Al riguardo si è pronunciata la Corte costituzionale, che con la medesima sent. 429 del 6 settembre 1995 ha anche dichiarato l'eguaglianza del voto un'applicazione particolare del generale principio d'eguaglianza (art. 3 Cost.); essa concorre inoltre a determinare la corrispondenza del risultato delle elezioni alla volontà popolare. In concreto, il principio d'eguaglianza del voto può risultare violato se la legge elettorale riparte i seggi disponibili in modo sproporzionato tra le diverse circoscrizioni.

### Libertà
La libertà del voto consiste anzitutto nel divieto di coartare la volontà dell'elettore con mezzi illeciti (è ammessa soltanto la persuasione). Il tentativo di coartare il voto costituisce reato. Inoltre, è nullo a tutti gli effetti il patto con cui l'elettore si sia obbligato a votare in un certo modo.

### Segretezza
La segretezza del voto consiste sia nel diritto di votare in segreto (al quale scopo sono predisposte schede elettorali di Stato tutte identiche tra loro e apposite cabine elettorali), sia nel dovere di mantenere il segreto. La norma copre però solo il momento materiale del voto: sono quindi annullate le schede che presentano segni di riconoscimento, così come la scheda consegnata aperta al presidente di seggio; invece al di fuori del momento del voto l'elettore è del tutto libero di dichiarare pubblicamente per chi intende votare o per chi ha votato. La segretezza del voto è in stretto rapporto con la libertà del medesimo; il suo scopo è infatti garantire che il voto sia espresso liberamente, sottraendo l'elettore alle ritorsioni che potrebbe subire se l'esercizio del voto fosse pubblico.

### il "dovere" del voto
La questione della doverosità del voto fu dibattuta in Assemblea costituente, dove si fronteggiarono le posizioni di coloro che volevano qualificare l'esercizio del voto come dovere giuridico e di coloro che invece volevano qualificarlo solo come dovere morale (oltre che diritto di libertà). La soluzione di compromesso portò alla qualificazione dell'esercizio del voto come dovere civico.
Ciò permise di irrogare sanzioni all'elettore astenuto: egli doveva darne giustificazione al sindaco entro un termine; quest'ultimo stilava poi l'elenco degli astenuti, che restava esposto per un mese nell'albo comunale; inoltre, la frase «non ha votato» veniva iscritta per la durata di cinque anni nei certificati di buona condotta degli elettori astenuti senza giustificato motivo. Benché si trattasse di sanzioni eminentemente simboliche, ciò ha contribuito a diffondere il senso del dovere civico del voto e a mantenere lungamente elevata la partecipazione alle elezioni in una democrazia giovane come quella italiana.
La norma è stata poi progressivamente disapplicata, finché la riforma elettorale del 1993 ha eliminato del tutto ogni riferimento all'obbligatorietà del voto. Questo ha messo in evidenza che l'astensione non deve essere considerata semplice assenteismo, ma scelta politica.

### Voto dei senzatetto
Il suffragio universale, in quanto diritto soggettivo sancito in Costituzione con il superamento storico delle discriminazioni di censo, impone l'effettività a favore di tutti gli aventi diritto in quanto cittadini italiani.
Tale diritto può apparire di secondaria importanza rispetto alla garanzia di un reddito minimo e di condizioni di vita dignitose, ma appare chiaro in presenza di conflitti di interesse e di gruppi di pressione che l'esistenza di una rappresentanza politica sia la necessaria premessa per l'affermazione di altri diritti e tutele, ancorché minimi.
In vari Paesi, l'assenza di un domicilio o di una residenza reali, o ai fini fiscali e legali, rappresentano un impedimento concreto all'esercizio del diritto di voto. Anche in Italia, il senza fissa dimora ha un diritto soggettivo di residenza in un Comune, ma la legge non prevede l'istituzione di uno specifico registro anagrafico unico informatico e a livello nazionale, ragione per cui l'avente diritto al voto è di fatto tenuto ad avere un recapito o un vero e proprio domicilio nel Comune, né è consentito eleggere un domicilio a carattere "elettorale" nella sede del Comune, o di un'istituzione di carità ospitante (legge anagrafica n. 1228 del 24 dicembre 1954).

Il pubblico ufficiale dell'anagrafe, a propria discrezione, può "creare" una via territorialmente inesistente, collegata al relativo seggio elettorale.

### Voto dei cittadini italiani fuori sede
In parte simile è la condizione dei cittadini fuori sede all'interno dei confini nazionali, cioè coloro che sono domiciliati in un comune italiano diverso da quello di residenza. Essi (stimati in 4,9 milioni di persone nel 2022), infatti, risultano iscritti nelle liste elettorali del proprio comune di residenza e non in quelle del comune di domicilio, circostanza che perciò rende più difficile esercitare il proprio diritto di voto. Attualmente non esiste, in Italia, una legge che permetta loro di esprimere il proprio voto a distanza (come invece avviene per i cittadini italiani residenti all'estero), ma solo tariffe agevolate di viaggio per gli elettori fuori sede su pedaggi autostradali e compagnie ferroviarie, aeree e di navigazione.